# Milan Bosanac
Milan Bosanac (ur. 5 marca 1974) – serbski piłkarz grający na pozycji pomocnika, trener piłkarski.
W swojej karierze grał między innymi w takich klubach jak OFK Beograd, Obilić Belgrad, Paniliakos Pyrgos czy Górnik Polkowice. Wystąpował w sześciu meczach Alpha Ethniki oraz 23 polskiej I ligi. Karierę piłkarską zakończył w 2005 roku. Po zakończeniu kariery zawodniczej był m.in. trenerem Radu Belgrad, BSK Borča i Slobody Užice.

## Statystyki ligowe
| Sezon         | Klub               | Liga                       | Mecze | Gole |
| ------------- | ------------------ | -------------------------- | ----- | ---- |
| 1999/2000     | OFK Beograd        | Prva liga Jugoslavije      | ?     | 1    |
| 2000/2001 (j) | Obilić Belgrad     | Prva liga Jugoslavije      | ?     | ?    |
| 2000/2001 (w) | Paniliakos Pyrgos  | Alpha Ethniki              | 6     | 0    |
| 2001/2002     | OFK Beograd        | Prva liga Jugoslavije      | ?     | ?    |
| 2002/2003     | Radnički Obrenovac | Prva liga Jugoslavije      | ?     | ?    |
| 2003/2004     | Górnik Polkowice   | Ekstraklasa w piłce nożnej | 23    | 1    |